# Sidi Harazem
Sidi Harazem oder Sidi Hrazem (arabisch سيدي احرازم; Zentralatlas-Tamazight ⵙⵉⴷⵉ ⵃⵕⴰⵣⵎ Sidi Ḥṛazm) ist ein knapp 6000 Einwohner zählender Ort und Hauptstadt einer Landgemeinde (commune rurale) in der Präfektur Fès der Region Fès-Meknès im Norden Marokkos. Die Stadt ist landesweit als Kurort bekannt; auch ein Mineralwasser wird hier produziert.

## Lage und Klima
Sidi Harazem liegt in einer landwirtschaftlich genutzten Hügellandschaft in den nördlichen Ausläufern des Mittleren Atlas etwa 15 km (Fahrtstrecke) östlich von Fès in einer Höhe von etwa 220 bis 270 m. Das Klima ist gemäßigt bis warm, Regen (ca. 790 mm/Jahr) fällt vor allem in den Wintermonaten.

## Bevölkerung
| Jahr      | 1994 | 2004 | 2014 | 2024 |
| Einwohner | 4461 | 5133 | 5622 | 5748 |

Die Einwohner der Kleinstadt sind sowohl berberischer als auch arabischer Herkunft. Die Unterschiede haben sich jedoch bereits in der Vergangenheit weitgehend verwischt und so wird hauptsächlich Marokkanisches Arabisch gesprochen.

## Wirtschaft
Der über zahlreiche Hotels, Pensionen, Restaurants etc. verfügende Ort ist hauptsächlich bekannt wegen seiner 35° heißen Thermalquelle und wird deshalb von vielen Marokkanern aus den Städten des Nordens aufgesucht.

## Geschichte
Möglicherweise waren die Thermalquellen in der Umgebung von Fès (vgl. Moulay Yacoub) bereits in der Antike bekannt, doch wurden diesbezüglich bislang keine archäologisch verwertbaren Hinweise entdeckt. Im Mittelalter entstand in Sidi Harazem die Verehrung des im Jahr 1163 in Fès gestorbenen und dort auch auf dem Friedhof beim Bab Ftouh begrabenen Lokalheiligen (marabout) und Sufi-Gelehrten Ali ibn Harzihim. Leo Africanus erwähnt die Stätte in seiner Beschreibung Afrikas. Im 17. Jahrhundert förderte Sultan Moulay ar-Raschid den Bau eines neuen Mausoleums (qubba). Die Heiligenverehrung ist jedoch im 20. Jahrhundert gegenüber dem Kurtourismus weitestgehend in den Hintergrund getreten.

Hotel und Therme von Sidi Harazem (2019)

## Sehenswürdigkeiten
- Hotel und Therme von Sidi Harazem, Bauwerk im Stil des Brutalismus (1959–1975) des Architekten Jean-François Zevaco